# Fernandinha Fernandez
Fernanda Fernandez, mais conhecida como Fernandinha Fernandez (Porto Alegre, 22 de janeiro de 1987), é uma influenciadora digital e ex-atriz pornográfica brasileira.
Em 2021, era a nona estrela pornô brasileira mais vista no site XVideos. É vencedora de um Prêmio Sexy Hot.

## Biografia
Começou sua carreira na indústria pornográfica aos 21 anos, ao lado do seu namorado que apoiou totalmente sua decisão e até participou de alguns filmes com ele. Foi lançada como a irmã da atriz Vivi Fernandez.
Também gravou filmes na França e Espanha.
Em 2021, depois de 14 anos como atriz pornô, encerrou sua carreira nos filmes adultos.
Na plataforma TwitchTV, passou a fazer transmissões ao vivo enquanto joga videogames e interage com seus seguidores. Montou com o namorado Vinícius uma empresa de marketing digital, a BMX Digital Marketing.

## Prêmios
| Ano  | Prêmio          | Resultado | Categoria                                           | Fonte  |
| ---- | --------------- | --------- | --------------------------------------------------- | ------ |
| 2018 | Prêmio Sexy Hot | Venceu    | Melhor Cena Homo Feminina (Filme: Serviço completo) | [ 11 ] |